# Колчестер
Колчестер (енгл. Colchester) је град у Уједињеном Краљевству у Енглеској у грофовији Есекс. Према процени из 2007. у граду је живело 111.778 становника.
Град се убраја у најстарије градове Велике Британије. Основан је за вријеме Римског царства. Познат је под именом „Први британски римски град“. Једно вријеме је био и главни град Римске Британије. У Колчестеру постоји познати фудбалски клуб, као и универзитет Есекса и зоолошки врт.
Послије 2001. године, становништво града је почело да расте неколико пута брже. У време пописа из 2001 његова популација је била 104.390. Постао је један од неколико градова Енглеске којима становништво најбрже расте.
Градски фудбалски клуб се назива ФК Колчестер Јунајтед.

### Грб
Грб Колчестера означен је Крстом Истине. Основа је црвене боје док је за крст истине прикуцано 3 ексера и на сваком ексеру се налази круна. Црвена основа означава крст Исуса Христа. Колчестер је веома познат по својим дворцима чији су власници, Римљани, вјероватно били аутори грба.

## Камулодунум
Чак и прије краја освајања Британије, функција тврђава била је промијењена. Како Тацит говори, град није имао зидове због тога да би се могло ићи у храмове и остале градове. Ту претпоставку су Римљани занемарили. Тако да је град на крају био запаљен, а послије тога, већина људи је отишло у Лондониум, данашњи Лондон.

### Замак у Колчестеру
Колчестер је такође дом замка старог око 2000 година, играђеног између 54-60 године н.е. Замак је изграђен наредбом четвртог римског цара Клаудија. Замак је послије продат Вилијаму Освајачу и цркви. Тада је настало реновирање замка, али је убрзо спријечено од стране Викинга.
На крају је припала краљевској породици да би 1992. завршио као музеј.

## Становништво
Према процени, у граду је 2008. живело 111.778 становника.
| 1981.  | 1991.  | 2001.   |
| ------ | ------ | ------- |
| 87.476 | 96.063 | 104.390 |

## Партнерски градови
- Вецлар
- Авињон
- Имола